# Schloss Mattsee

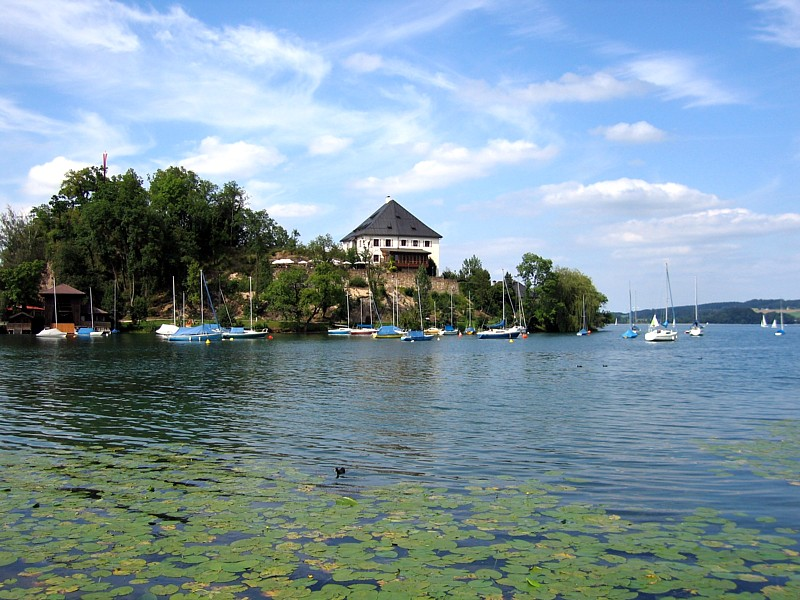
Schloss Mattsee, Ansicht vom See aus

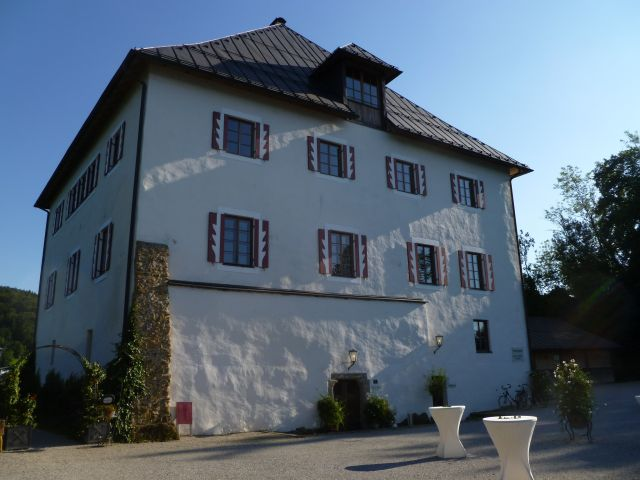
Schloss Mattsee

Das Schloss Mattsee liegt auf einem teilweise von Wasserflächen umgrenzten Schlossberg im Mattsee in der österreichischen Gemeinde Mattsee, in deren Eigentum sich das Grundstück seit 1949 befindet.
Archäologische Funde aus den 1950ern belegen, dass der Schlossberg, der in vorgeschichtlicher Zeit eine Felseninsel war, bereits in der Jungsteinzeit besiedelt war. Die heutige Schlossanlage geht auf eine um 1100 im Auftrag der Passauer Bischöfe errichtete Burg zurück, 1294 wurde der Reckturm fertiggestellt. Unter dem Eindruck des Angriffs Salzburger Truppen 1319 im Zuge des Thronstreits zwischen Ludwig IV. und den Habsburgern wurde 1325 ein Wassergraben angelegt, was der Anlage nunmehr den Charakter einer Insel verlieh. Nach mehrmaligem Wechsel der Herrschaft ging das Schloss 1398 an das Erzstift Salzburg und wurde bis zum 17. Jahrhundert zur Sommerresidenz für die Erzbischöfe von Salzburg ausgebaut. Die Fürsterzbischöfe Wolf Dietrich von Raitenau, Markus Sittikus von Hohems und Paris Lodron nutzten das Schloss zur Jagd und zur Erholung. In den Jahrhunderten darauf verfiel der Bau zusehends, im 19. Jahrhundert wurde das Schloss gar als Steinbruch für Baumaterial zur Errichtung von Neubauten in der Umgebung genutzt. Erst 1998 bis 2003 wurde das Schloss Mattsee nach Originalplänen neu errichtet.
Heute wird das Schloss für verschiedenste Veranstaltungen genutzt, unter anderem für die Konzertreihe „Diabellisommer“. Außerdem sind dort ein Schlosscafé und die Leonardo Kunstakademie untergebracht.
Unterhalb des Schlosses befindet sich ein sog. Eiskeller, der vom Obertrumer Bräu Josef Sigl 1871 errichtet wurde und heute als öffentliches stilles Örtchen genutzt wird.

## Weitere Bilder

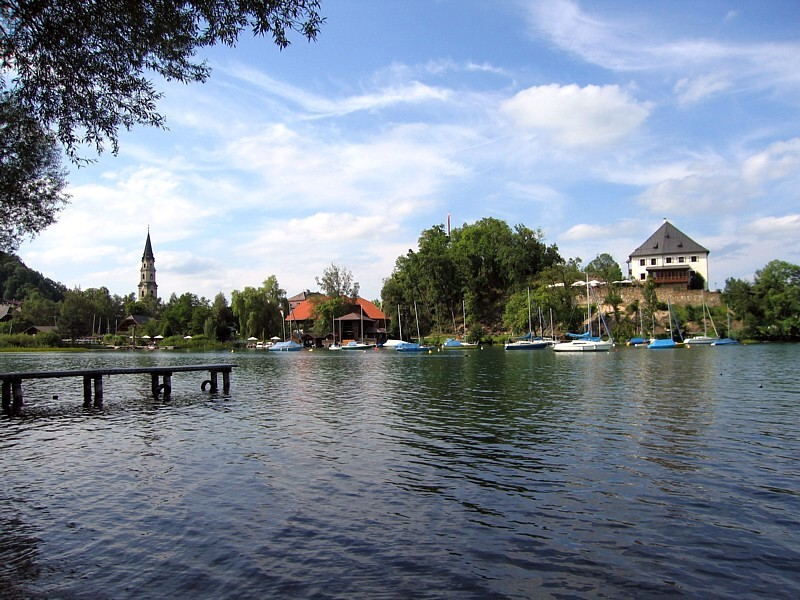
Schloss, Schlossberg und Stiftskirche
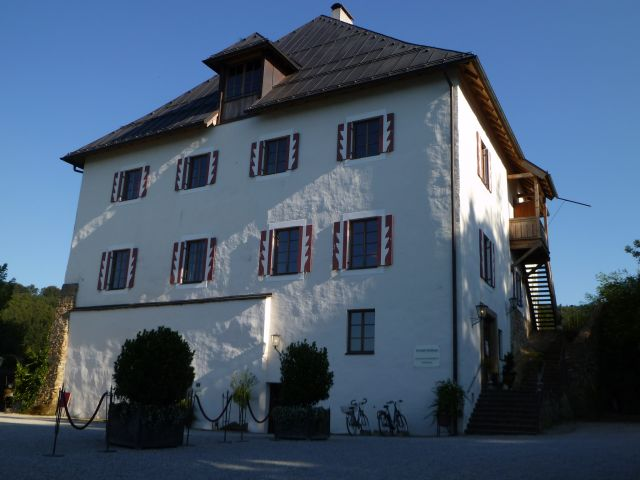
Vorderansicht von Schloss Mattsee
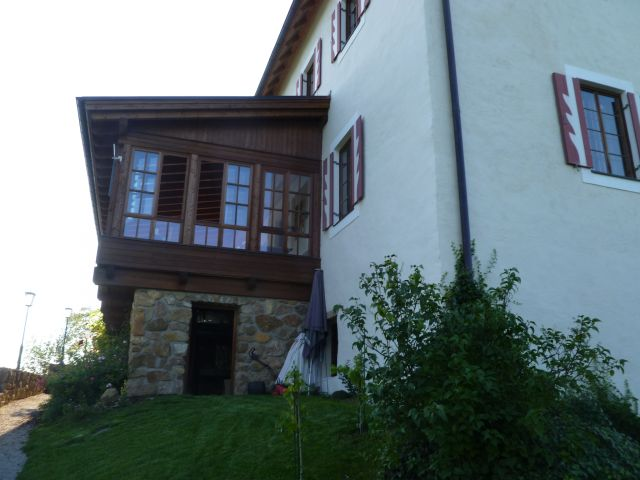
Seitenansicht von Schloss Mattsee
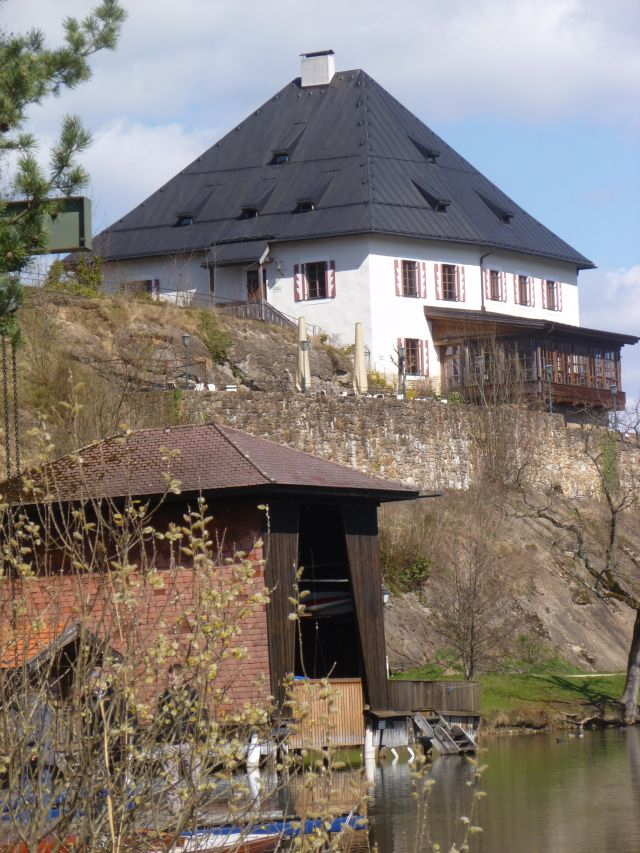
Rückansicht von Schloss Mattsee
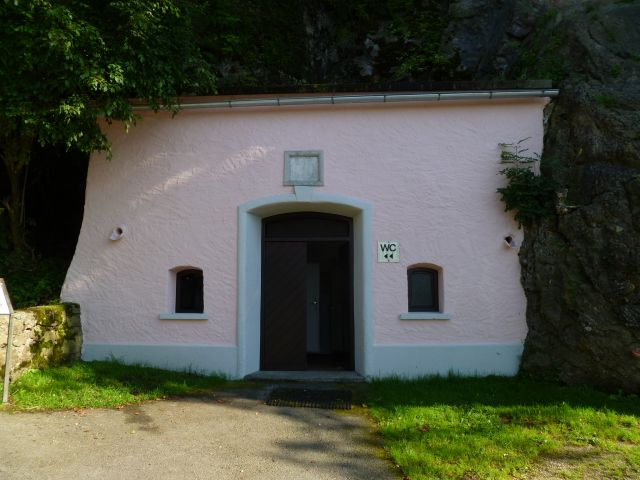
Eiskeller unterhalb des Mattseer Schlosses